# Agnesi (inslagkrater)
Agnesi is een inslagkrater op de planeet Venus. Agnesi werd in 1991 genoemd naar de Italiaanse taalkundige, wiskundige en filosoof Maria Gaetana Agnesi (1718-1799).
De krater heeft een diameter van 42,4 kilometer en bevindt zich in het gelijknamig quadrangle (V-45).